# Малинівка (Краматорський район)
Мали́нівка — село Миколаївської міської громади Краматорського району Донецької області, Україна. Населення становить 539 осіб.

## Історія
Малинівку засновано на початку XIX ст.

## Населення

### Мова
Розподіл населення за рідною мовою за даними перепису 2001 року:
| Мова            | Кількість | Відсоток |
| --------------- | --------- | -------- |
| українська      | 484       | 89.80%   |
| російська       | 44        | 8.16%    |
| вірменська      | 9         | 1.67%    |
| інші/не вказали | 1         | 0.37%    |
| Усього          | 539       | 100%     |

## Географія
Селом протікає річка Біленька II, права притока р. Казенний Торець.

## Транспорт
Селом проходять автошляхи місцевого значення:
- С051411 Никонорівка — Малинівка (3,4 км)
- С051417 Першомар'ївка — Малинівка — М03 (15,4 км)